# Giuseppe Finzi (sous-marin)
Le Giuseppe Finzi (fanion « FZ ») est un sous-marin de la classe Calvi construit à la fin des années 1930 pour la Marine royale italienne. 
Le nom du sous-marin est un hommage à Giuseppe Finzi (1817-1855), patriote et homme politique italien.

## Conception et description
La classe Calvi était une version améliorée et élargie des précédents croiseurs sous-marins de la classe Balilla. Ils ont déplacé 1 549 tonnes en surface et 2 061 tonnes en immersion. Les sous-marins mesuraient 84,3 mètres de long, avaient une largeur de 7,7 mètres et un tirant d'eau de 5,2 mètres. Ils avaient une profondeur de plongée opérationnelle de 90 mètres,. Leur équipage comptait 77 officiers et soldats.
Pour la navigation de surface, les sous-marins étaient propulsés par deux moteurs diesel de 2 200 chevaux-vapeur (1 641 kW), chacun entraînant un arbre d'hélice. En immersion, chaque hélice était entraînée par un moteur électrique de 900 chevaux-vapeur (671 kW). Ils pouvaient atteindre 16,8 nœuds (31,1 km/h) en surface et 7,4 nœuds (13,7 km/h) sous l'eau. En surface, la classe Calvi avait une autonomie de 11 400 milles nautiques (21 100 km) à 8 nœuds (15 km/h); en immersion, ils avaient une autonomie de 120 milles nautiques (220 km) à 3 noeuds (5,6 km/h).
Les sous-marins étaient armés de huit tubes lance-torpilles de 53,3 centimètres (21 pouces), quatre à la proue et quatre à la poupe, pour lesquels ils transportaient un total de 16 torpilles. Ils étaient également armés d'une paire de canons de pont de 120 millimètres (4,7 pouces), un à l'avant et un à l'arrière de la tour de commandement (kiosque, pour le combat en surface. Leur armement anti-aérien consistait en deux supports de mitrailleuses de 13,2 mm.

## Construction et mise en service
Le Giuseppe Finzi est construit par le chantier naval Odero-Terni-Orlando (OTO) de La Spezia en Italie, et mis sur cale le 1er août 1932. Il est lancé le 29 juin 1935 et est achevé et mis en service le 8 janvier 1936. Il est commissionné le même jour dans la Regia Marina.

## Histoire du service
Avec ses navires-jumeaux (sister ships) Calvi et Tazzoli, le Finzi a formé le 2e escadron de sous-marins basé à La Spezia, puis a été transféré à Tarente et employé pour la formation.
Il a participé clandestinement à la guerre civile d'Espagne en effectuant une mission du 15 août au 4 septembre 1937. Le 20 août, il a lancé deux torpilles contre deux destroyers espagnols (classe Churruca et Lazaga), sans les toucher, puis a subi trois heures de chasse anti-sous-marine qui ont causé de légers dégâts. Il effectua trois autres manœuvres d'attaque, dont une seule fut achevée, avec le lancement de deux torpilles, le 22 août, contre un navire à vapeur (identifié comme Escolano), qui les évita cependant.
En juin 1939, il s'est rendu à El Ferrol pour vérifier les conditions de passage du détroit de Gibraltar.
Au début de la Seconde Guerre mondiale, il est parmi les premiers sous-marins italiens envoyés dans l'Atlantique. Il part de Cagliari le 5 juin 1940 et le 13 juin il est le premier sous-marin italien à passer le détroit de Gibraltar (échappant, le 12 juin, à une attaque du destroyer HMS Watchman (D26) près de Punta Almina),. Il est resté en embuscade d'abord près des îles Canaries puis au large de Madère sans résultat ; le 6 juillet, il a de nouveau passé le détroit et quatre jours plus tard, il est arrivé à Cagliari.
Le 7 septembre, il est parti de La Spezia et a traversé à nouveau le détroit de Gibraltar entre le 12 et le 13 septembre ; il a été attaqué par un destroyer avec des grenades sous-marines sans dommages sérieux et le 29 du mois il a atteint Bordeaux, où se trouve la base atlantique de Betasom, sans avoir coulé aucun navire. Le 24 octobre, il est parti pour une nouvelle mission et le 30, il a tiré une torpille sur un navire marchand armé, la manquant. Il a ensuite reçu une dure réaction de la part d'un navire de guerre, mais sans aucun dommage. Entre le 18 et le 27 novembre, il a détecté trois convois mais n'a jamais pu les attaquer en raison de la mer agitée et est rentrée à la base le 4 décembre.
Entre le 10 mars et le 17 avril 1941, il a opéré au large de Porto, à l'ouest des îles Canaries et à l'est des îles du Cap-Vert, détectant deux convois mais ne les attaquant pas pour les escorter. Le 10 août, il est envoyé à la recherche d'un convoi mais ne le suit pas. Le 4 septembre, il doit entamer le voyage de retour en raison d'une fuite de carburant. Entre le 6 et le 24 décembre, il a participé - avec les sister ship Calvi et Tazzoli - à l'opération de transport des survivants du croiseur auxiliaire Atlantis et du pétrolier Python, précédemment récupérés par les sous-marins U-Boote allemands U-126 et U-38
Le 6 février 1942, il part pour la zone située à l'est des Bahamas et du détroit de Floride. Il subit deux pannes de moteur (qui nécessitent respectivement six et quatre jours pour les réparations), devant également abandonner deux attaques (contre un convoi et un pétrolier); puis les périscopes et les gouvernails tombent en panne. Malgré tout, le Finzi réussit, le 6 mars 1942, à obtenir un premier succès, en frappant et en coulant avec quatre torpilles le pétrolier anglais Melpomene (7 001 tonneaux) à la position géographique de 23° 36′ N, 62° 28′ O. Dans la nuit suivante, il frappe avec trois torpilles et canonne le vapeur Skane (4 528 tonneaux), mais il doit s'éloigner à cause de l'arrivée d'un avion (le navire coule de toute façon pour les dommages subis).
Il a ensuite été envoyé à la rencontre du sous-marin Francesco Morosini qui, le 13 mars, a fait le plein de 21 tonnes de fioul, coulant entre-temps (le 9 mars) le navire à moteur Charles Racine (9 957 tonneaux), avec le lancement de six torpilles. Il s'est ensuite mis en route sur sa route de retour, atteignant la base le 31 mars.
Après une période de travail d'avril et mai, le 16 juin 1941, il part pour sa zone d'embuscade entre Cuba, Saint-Domingue, la Jamaïque et le Pedro Bank. Le 9 juillet, il atteint la mer des Caraïbes. Entre le 12 et le 20 juillet, il aperçoit (ou capte sur l'hydrophone) d'abord un destroyer sous-marin, puis un navire de passagers, deux navires à turbine et enfin un pétrolier escorté par trois destroyers et quatre avions au total, mais il ne peut mener aucune attaque. Le 23, il a fourni de l'eau et du carburant aux sous-marins Francesco Morosini et Reginaldo Giuliani. Six jours plus tard, il a tiré trois torpilles sur un navire à passagers mais n'a pas réussi à le toucher, et le 31, il a commencé son retour, arrivant à Bordeaux le 18 août.
Le 26 novembre, après une période de maintenance et d'entraînement, il a été envoyé dans les environs du Cap Saint Roque au Brésil mais a dû rentrer à la base le 10 décembre en raison de graves pannes. Le 11 février 1943, sous la direction du journaliste de télévision Mario Rossetto, qui en avait pris le commandement le 22 janvier 1943, le sous-marin partit pour l'Océan Indien, où il était censé apporter un soutien (ravitaillement) au sous-marin Leonardo Da Vinci, qui était entre-temps parti pour une mission offensive dans ces eaux. Le 18 mars, peu avant de rencontrer le Da Vinci pour le ravitaillement, il endommage avec un canon et une torpille le vapeur Lulworth Hill (7 628 tonneaux) qui peut s'éloigner (le navire est coulé peu après par le Da Vinci, informé de sa présence par le Finzi). Entre les 19 et 20 mars, le Finzi a réapprovisionné le Da Vinci et s'est ensuite lancé sur la route du retour, remportant deux succès. Le 28 mars, il a frappé avec une torpille le vapeur grec Granicos (3 689 tonneaux), qui a coulé à la position géographique de 3° 49′ N, 15° 15′ O (à environ 350 milles nautiques de Freetown). Le lendemain, il a aperçu le vapeur britannique Celtic Star (5 575 tonneaux), qu'il a torpillé et coulé le jour suivant, à la position géographique de 4° 08′ N, 17° 35′ O.
Le 18 avril, il arrive à Bordeaux et, en entrant dans l'estuaire de la Gironde, provoque l'explosion d'une mine magnétique, qui ne cause pas de dégâts importants. Il est alors décidé d'adapter le sous-marin aux missions de transport vers l'Extrême-Orient. Les canons et le périscope d'attaque sont retirés et les dépôts de munitions sont transformés en cales; les travaux sont achevés en juillet 1943, mais le Finzi n'est pas mis à l'eau,, car les Allemands, alors incertains de la position de l'Italie dans la guerre, préfèrent attendre l'évolution des faits. À l'armistice du 8 Septembre, le sous-marin était encore à Bordeaux et a pris à bord le commandant de la base, le capitaine de vaisseau Enzo Grossi. Presque tout l'équipage a décidé de continuer à se battre du côté allemand et le 14 octobre, il a été débarqué (la plupart d'entre eux ont rejoint les rangs de la République sociale italienne). 
Incorporé à la Kriegsmarine, le Finzi est d'abord devenu Mercator I, puis a été rebaptisé UIT-21. Il a d'abord été pensé qu'il serait utilisé pour des missions de transport, mais l'idée a été abandonnée en raison de son mauvais état. 
Il a été mis hors service en avril 1944 et le 20 août de la même année, il a été miné et explosé.

## Palmarès
| Mission | Date         | Bateau         | Nation      | Tonnage en tonneaux | Notes                                                                                         |
| ------- | ------------ | -------------- | ----------- | ------------------- | --------------------------------------------------------------------------------------------- |
| 7e      | 6 mars 1942  | Melpomese      | Royaume-Uni | 7 011               | Pétrolier ; aucune victime                                                                    |
| 7e      | 6 mars 1942  | Boren          | Suède       | 4 528               | Cargo ; aucune victime                                                                        |
| 7e      | 10 mars 1942 | Charles Racine | Norvège     | 9 957               | Pétrolier ; aucune victime                                                                    |
| 10e     | 28 mars 1943 | Granicos       | Grèce       | 3 689               | Cargo de minerai de fer a coulé en moins de 30 secondes, un survivant parmi un équipage de 31 |
| 10e     | 29 mars 1943 | Celtic Star    | Royaume-Uni | 5 575               | Cargo, 2 morts                                                                                |
| Total:  | Total:       | Total:         | Total:      | 30 760 tonneaux     |                                                                                               |